# Premio del National Board of Review 1932
Los 4° Premios del National Board of Review fueron anunciados en 1932.

## 10 mejores películas
- I Am a Fugitive from a Chain Gang (Soy un fugitivo)
- As You Desire Me (Como tú me deseas)
- A Bill of Divorcement (Doble sacrificio)
- A Farewell to Arms (Adiós a las armas)
- Madame Racketeer
- Payment Deferred
- Scarface (Scarface: Cara cortada)
- Tarzan the Ape Man (Tarzan)
- Trouble in Paradise (Un ladrón en la alcoba)
- Two Seconds (Dos segundos)

## Mejores películas extranjeras
- À nous a liberté (Viva la libertad) – Francia
- Der Andere – Alemania
- The Battle of Gallipoli – Reino Unido
- Zlatye Gory (Montaña dorada) – Unión Soviética
- Kameradschaft (Carbón) – Unión Soviética
- Madchen in Uniform (Muchachas de uniforme) – Alemania
- Der raub der Mona Lisa – Alemania
- Service for Ladies (Solo para señoras) – Reino Unido
- Putyovka v Zhizn (El camino de la vida) – Unión Soviética
- Zwei Menschen – Alemania